# Arzu Geybullaïeva
Arzu Geybullaïeva, aussi connue comme Arzu Geybulla, est une chroniqueuse, blogueuse et journaliste azerbaïdjanaise, travaillant pour plusieurs journaux y compris Al Jazeera, Foreign Policy, Global Voices, et Agos. Elle travaille aussi avec plusieurs organisations à but non lucratif et des groupes de réflexion , y compris l'Institut démocratique national et l'Initiative européenne de stabilité. Geybullaïeva est incluse dans la liste des 100 femmes les plus influentes de la BBC en 2014. Elle plaide pour une résolution pacifique du conflit du Haut-Karabagh entre les Arméniens et les Azerbaïdjanais. Cependant, au cours des dernières années, elle reçoit de nombreuses menaces principalement issus de l'Azerbaïdjan en raison de son travail avec Agos, un journal arménien. Les menaces sont internationalement condamnées par diverses organisations des droits humains. Geybullaïeva vit actuellement en auto-exil à Washington.

## Biographie
Arzu Geybullaïeva est née à Bakou, en Azerbaïdjan en août 1983. Son père, Geybulla Geybullaïev, est professeur. Geybullaïeva reçoit un Baccalauréat universitaire ès Lettres spécialisé en Relations Internationales à l'Université Bilkent à Ankara, Turquie. Elle poursuit ses études à la London School of Economics et obtient une maîtrise universitaires ès Sciences en géopolitique,,. Geybullaïeva commence sa carrière en tant que chercheuse à l'Oxford Business Group de Londres et est active dans de nombreux projets en Afrique et en Asie et fournit une analyse de marché détaillée de la Libye. Elle travaille pour le National democratic institute (NDI) à Bakou. Dans le cadre du NDI, elle est en étroite collaboration avec les élus locaux et militants de la jeunesse,.
En 2007, alors qu'elle est à Istanbul, Geybullaïeva commencé à travailler pour l'Initiative européenne de stabilité, un institut à but non lucratif de recherche, de stratégie et de réflexion pour l'Europe du Sud-Est. En septembre 2008, elle ouvre son blog appelé Flying Carpets and Broken Pipelines. Depuis 2009, elle est chroniqueuse pour des éditoriaux d'Osservatorio Balcani e Caucaso (en), un think tank basé en Italie.
Elle est co-directrice du Centre Imagine pour la Transformation des Conflits depuis 2011, une organisation qui favorise les relations entre les Arméniens et les Azerbaïdjanais. Elle est actuellement rédactrice en chef de Neutral Zona, une plate-forme internet qui favorise les interactions culturelles et sociales, ainsi que la résolution de conflits entre les Arméniens et les Azerbaïdjanais. En ce qui concerne la réconciliation entre les deux peuples, elle fait remarquer : « C'est comme un bâtiment en construction – vous placez la base, de sorte que le bâtiment tiennent fermement ».
Depuis 2013, Geybullaïeva travaille comme correspondante d'Agos, un journal hebdomadaire arménien bilingue publié à Istanbul. La même année, elle devient membre boursière pour le Foreign Policy Research Institute (en), un think-tank Américain basé à Philadelphie, en Pennsylvanie.
Elle est incluse dans la liste de la British Broadcasting Corporation (BBC) des 100 femmes de l'année en 2014.
Arzu vit actuellement à Istanbul , en Turquie. Elle parle anglais, azerbaïdjanais, turc et russe.

## Menaces de mort
Geybullaïeva reçoit de nombreuses menaces dans divers médias sociaux venant d'Azerbaïdjan pour sa coopération avec le journal arménien basé à Istanbul, Agos. Dans une interview avec Global Voices, elle déclare qu'elle est considérée comme une « traître » et que le chantage a dégénéré en des menaces de mort à son égard et à celle de sa famille. Les menaces l'amène à s'abstenir de revenir dans son pays natal, l'Azerbaïdjan dans un auto-exil en Turquie.
Les menaces sont largement condamnées par de nombreuses organisations internationales, y compris le PEN Club International et ses sociétés affiliées English PEN et de PEN Center USA. PEN appelle les gouvernements de l'Azerbaïdjan et de la Turquie à « veiller à sa sécurité et à enquêter sur toutes les menaces de violence faites contre elle ». L'Index on Censorship condamne également les menaces et appelle la « communauté internationale à faire pression sur l'Azerbaïdjan à l'égard de la liberté d'expression ».